# Le Faucon maltais (film, 1941)
Pour les articles homonymes, voir Le Faucon maltais.
Pour plus de détails, voir Fiche technique et Distribution.

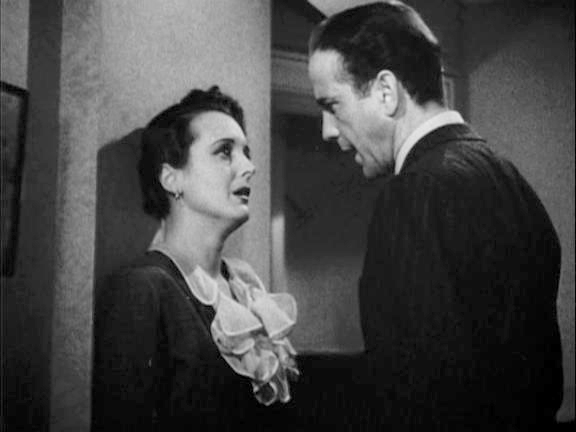
Mary Astor et Humphrey Bogart dans le film.

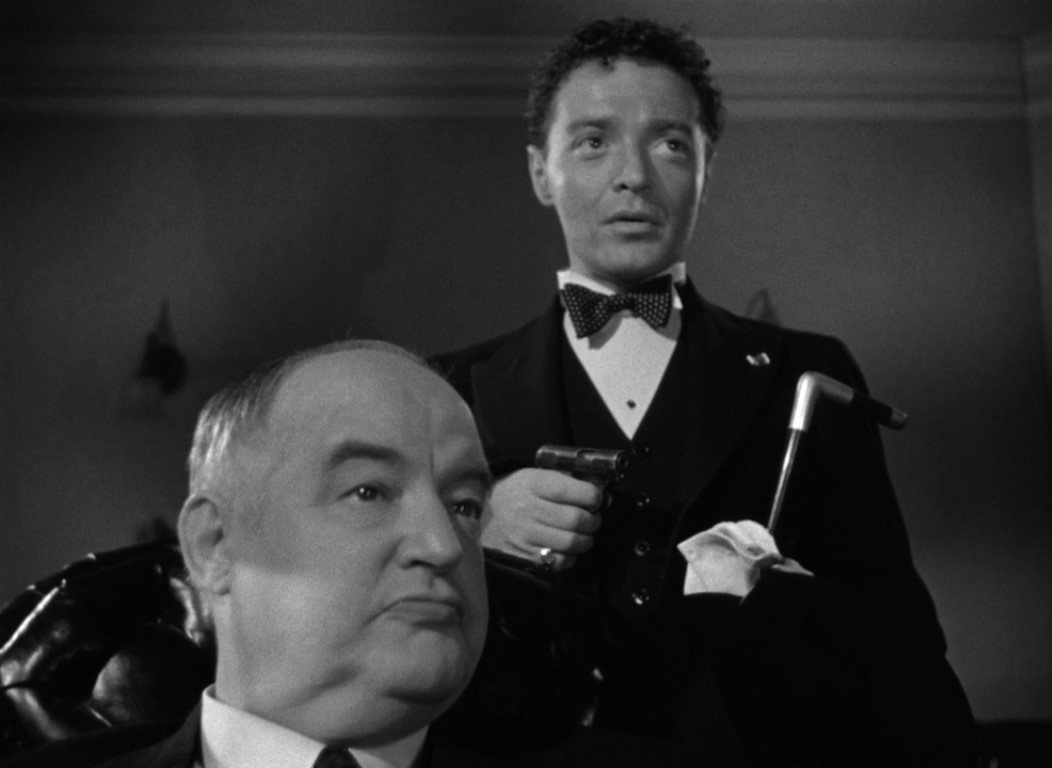
Sydney Greenstreet et Peter Lorre dans le film.

Le Faucon maltais (The Maltese Falcon) est un film américain réalisé par John Huston et sorti en 1941. Il s'agit d'une adaptation du roman du même nom de Dashiell Hammett paru en 1930.
Le Faucon Maltais est considéré comme l'archétype du « film noir » et celui qui a révélé l'acteur Humphrey Bogart, dans le rôle du détective privé Sam Spade.

## Synopsis
À San Francisco, une jeune femme, Brigid O'Shaughnessy, charge les détectives privés Miles Archer et Sam Spade de filer un certain Floyd Thursby sous couvert d’une histoire fausse. Archer se charge de la filature mais est tué dans la nuit, tout comme Thursby. Sam Spade, après avoir été contacté par O'Shaughnessy, décide d'enquêter. Spade découvre que les deux meurtres sont liés à une mystérieuse statuette de faucon, disparue à Malte au XVIe siècle et d'une valeur inestimable. Trois personnes cherchent à s'en emparer : O'Shaughnessy, Kasper Gutman (dit « Fatman », un bandit) et Joel Cairo.
Spade décide de s’associer avec ces brigands mais, quand il met enfin la main sur la statuette, après de nombreuses péripéties, il découvre qu'il s'agit d'un faux en plomb. Il comprend alors que c'est O'Shaughnessy qui avait assassiné Archer. Malgré ses sentiments pour elle, il décide de la dénoncer à la police. Depuis le départ, Spade cherchait avant tout à venger la mort de son collègue.
La police arrive et l'un des deux policiers arrête O'Shaughnessy, ils partent dans l'ascenseur. Spade donne la fausse statuette du faucon maltais à l'autre policier, qui demande : « C'est lourd. C'est quoi ? » Et Sam Spade de lui répondre : « Disons... de la matière dont les rêves sont faits. »

## Fiche technique
- Titre français : Le Faucon maltais
- Titre original : The Maltese Falcon
- Réalisation : John Huston
- Scénario : John Huston, d’après le roman policier du même nom de Dashiell Hammett, paru en 1930
- Musique : Adolph Deutsch
- Photographie : Arthur Edeson
- Montage : Thomas Richards
- Direction artistique : Robert M. Haas
- Costumes : Orry-Kelly
- Maquillage : Perc Westmore
  - Direction musicale : Leo F. Forbstein
  - Orchestrateur : Arthur Lange
- Direction de dialogue : Robert Foulk
- Production : Henry Blanke
  - Producteur délégué : Hal B. Wallis
- Société de production et de distribution : Warner Bros.
- Pays de production :  États-Unis
- Langue originale : anglais
- Format : Noir et blanc - 1,37 : 1 - 35 mm - Mono (RCA Sound System)
- Genre : film noir, policier
- Durée : 100 minutes
- Dates de sortie : 
  - États-Unis : 3 octobre 1941 (première mondiale à New York), 18 octobre 1941 (sortie nationale)
  - France : 31 juillet 1946
  - Belgique : 5 juin 1947

## Distribution
| Acteur             | Personnage               | Rôle                       | Image |
| Humphrey Bogart    | Sam Spade                | Le détective privé         |       |
| Mary Astor         | Brigid O'Shaughnessy     | La cliente                 |       |
| Gladys George      | Iva Archer               | L'épouse d'Archer          |       |
| Peter Lorre        | Joel Cairo               | Le bandit                  |       |
| Barton MacLane     | Le lieutenant Dundy      | Un policier                |       |
| Lee Patrick        | Effie Perrine            | La secrétaire de Spade     |       |
| Sydney Greenstreet | Kasper Gutman            | Le gros bandit             |       |
| Ward Bond          | L'inspecteur Tom Polhaus | Un policier                |       |
| Jerome Cowan       | Miles Archer             | L'associé de Spade         |       |
| Elisha Cook Jr.    | Wilmer Cook              | Le porte-flingue de Gutman |       |
| James Burke        | Luke                     | Le détective de l'hôtel    |       |
| Murray Alper       | Frank Richman            | Un chauffeur de taxi       |       |
| John Hamilton      | Bryan                    | Le procureur               |       |

Et, parmi les acteurs non crédités :
- Charles Drake : un journaliste
- Creighton Hale : le sténographe
- Robert Homans : un policier
- William Hopper : un journaliste
- Walter Huston : le capitaine Jacoby
- Hank Mann : un journaliste
- Jack Mower : le présentateur
- Emory Parnell : le marin

## Production

### Inspiration
Le film est la troisième des quatre adaptations cinématographiques directes recensées du roman de Dashiell Hammett.
Les autres versions :
- 1931 : Le Faucon maltais (The Maltese Falcon) de Roy Del Ruth, avec Ricardo Cortez et Bebe Daniels
- 1936 : Satan Met a Lady de William Dieterle, avec Bette Davis et Warren William
- 1969 : Target: Harry de Roger Corman, avec Vic Morrow et Suzanne Pleshette

### Attribution des rôles
Après avoir joué de nombreux seconds rôles de truands à Hollywood, l'acteur Humphrey Bogart se voit offrir le rôle principal du film, le détective Sam Spade, par le jeune réalisateur John Huston, dont c'est le premier film à cette fonction. Le rôle fut initialement confié à l'acteur George Raft, qui refusa de tourner sous la direction d'un réalisateur débutant.
Selon de nombreux critiques et un large public, ce film marque le début d'une nouvelle carrière pour Humphrey Bogart. Le détective Sam Spade est en effet un personnage unique : sombre, cynique, désabusé, il reste cependant vertueux, ne manquant jamais de dénoncer les coupables.
Bien qu'au début, la Warner Bros. était tiède au sujet de Peter Lorre, Huston tient à cet acteur, en ayant observé que Lorre « avait cette combinaison claire d'intelligence et d'innocence réelle, et de sophistication... Il faisait toujours deux choses en même temps, pensant une chose et disant autre chose,. »

### Tournage
L'actrice Mary Astor a indiqué que chaque plan du film était écrit sur papier, ne laissant dès lors que peu de place à l'improvisation.

## Accueil

### Critique
Parmi les différentes adaptations au cinéma du roman Le Faucon de Malte de Dashiell Hammett, celle-ci a été retenue par la critique et par le public comme étant la meilleure. À la fois coup d'essai et coup de maître de John Huston, Le Faucon maltais est devenu un classique du film noir et du cinéma en général.

## Réplique culte
La dernière réplique du film a été classée à la 14e place dans les 100 meilleures répliques du cinéma américain par l'American Film Institute :
- Un policier : — « What is this? » (« Qu'est-ce que c'est ? »)
- Sam Spade : — « The stuff that dreams are made of. » (« La matière dont sont faits les rêves. »)

La réponse de Spade est reprise de l'une de celles de Prospero dans La Tempête (1611) de William Shakespeare.

## Suite
- En 1975, le film The Black Bird (en) de David Giler, avec George Segal et Stéphane Audran, fut présenté comme une suite du Faucon maltais.

## Dans la culture populaire
- Dans série télévisée Chapeau melon et bottes de cuir, l'épisode « Le Legs » (saison 6, « Legacy of Death », 1968) fait une parodie du Faucon maltais. La statue maléfique est remplacée par une dague également maléfique qui porte le nom de « Dague au faucon ». Patrick Macnee (John Steed) prend la place de Humphrey Bogart ; Stratford Jones (Sydney) a le rôle de Sydney Greenstreet, et Ronald Lacey (Humbert) celui de Peter Lorre. L'humour de l'épisode est assuré entre autres par une série de cadavres (pastichant les meurtres du film) et l'abattage des comédiens (particulièrement le duo de bandits).
- Dans la saga Star Wars, le personnage de Jabba le Hutt est inspiré du personnage joué par Sydney Greenstreet dans ce film.
- Dans l'univers des comic books de Marvel Comics, le personnage du Caïd (Wilson Fisk) est inspiré par celui de l'acteur Sydney Greenstreet dans ce film.
- Un accessoire principal du film, la statuette en plomb du faucon maltais, qui avait été acquise dans une vente privée par un collectionneur californien dans les années 1980, a été remise en vente publique le 25 novembre 2013 à New York. La vente avait été organisée par la maison d'enchères Bonhams[8] avec la collaboration de la société Turner Classic Movies. Cet accessoire du film (l'un des deux exemplaires prévus, mais le seul utilisé pendant le tournage), constitue l'un des rares souvenirs de films, jamais mis en vente publique. Le faucon a été vendu à un soumissionnaire dont l'identité n'a pas été divulguée, pour un montant de 4 085 000 dollars, incluant les 585 000 dollars des frais d'acquisition[9]
- La chanson-titre de l'album The Friends of Mr. Cairo du duo Jon & Vangelis paru en 1981, s'inspire directement du film. On y entend des effets sonores tirés de celui-ci, et le morceau incorpore des impressions vocales, réalisées par David Coker, des stars de l'époque, notamment Peter Lorre, Humphrey Bogart, Sydney Greenstreet et Jimmy Stewart.